# Famille Bardi
Pour les articles homonymes, voir Bardi (homonymie).
La famille Bardi   est une famille d'hommes d'affaires florentins à partir du XIIIe siècle. 

## Histoire
Entre 1250 et 1345, la famille Bardi a constitué une compagnie bancaire et commerciale Compagnia dei Bardi, avec des comptoirs commerciaux en  Italie, en Europe, au Levant et en Afrique du Nord, finançant entre autres les rois de France et d'Angleterre. 1318 est l'année durant laquelle la famille réalise son chiffre d'affaires maximal, d'une valeur de 3 tonnes d'or.
Les Bardi, collecteurs des décimes pontificales, voient leur déclin et leur faillite en 1345, à la suite de prises de risque inconsidérées en finançant les deux premières campagnes d'Édouard III contre la France, et la guerre de Florence contre Lucques.
La famille perd toute influence et il faut attendre le XVIe siècle pour trouver Giovanni Bardi (1534 - 1612) qui s'illustre comme mécène dans le « recitar cantando », un genre musical, un mélodrame issu de la Renaissance.
La branche mâle de la famille Bardi s'éteint au XVIIIe siècle.

## Armes

Armes de la famille Bardi.